# مهرجان إدنبرة الدولي
مهرجان إدنبرة العالمي يقام في إدنبرة، اسكتلندا مهرجاناَ سنوياَ لأداء الفنون ويستمر لمدة ثلاثة أسابيع من شهر أغسطس. بدعوة من مدير المهرجان، يستقطب المهرجان الدولي الطبقات العليا المهتمة بالموسيقى (خاصة الموسيقى الكلاسيكية)، كما تؤدى الأعمال المسرحية والأوبرا والرقص من جميع أنحاء العالم. يستضيف المهرجان مجموعة من المعارض الفنية البصرية والمحادثات وورش العمل.

## التاريخ
ظهرت فكرة هذا المهرجان من أجل «توفير منبرا لإزدهار روح الإنسان» وإثراء الحياة الثقافية في اسكتلندا وبريطانيا وأوروبا التي برزت بعد الحرب العالمية الثانية. كانت الفكرة الأولى لإنشاء مهرجان دولي في المملكة المتحدة لرودولف بينغ، المدير العام لمهرجان الأوبرا غليندبورن وأودري ميلدامي (زوجة جون كريستي) إنتاج أكبر أوبرا خلال جولة في مساحة صغيرة في غليدبورن خلال زمن الحرب.أنشأ رودولف بينغ المهرجان مع هنري هارفي وود، رئيس المجلس الثقافي البريطاني في اسكتلندا، سيدني نيومان كما شارك في تأسيسه أستاذ الموسيقى ريد في جامعة إدنبرة ومجموعة من قادة المجتمع المدني بمدينة إدنبرة ومنهم السيد جون فالكونر على وجه الخصوص. وقد نظر بينغ إلى العديد من المدن الإنجليزية قبل أن يحول تركيزه على على اسكتلندا ويستقر على مدينة إدنبرة، وهي المدينة التي زارها وأعجب بها في عام 1939م. أما هارفي وود فقد وصف الاجتماع بفكرة المحاكاة.
نوقش مهرجان إدنبرة الدولي للموسيقى والدراما لأول مره على طاولة الغداء في مطعم يقع في ساحة هانوفر، لندن في نهاية عام 1944م، وكان رودولف بينغ مقتنعا بأن المهرجانات الموسيقية والأوبرالية على أي شيء مثل نطاق ماقبل الحرب التي كان من المرجح أن تعقد في أي من المراكز المحطمة والفقيرة لعدة سنوات قادمة، كما كان قلقا من إمكانية تنظيم مثل هذا المهرجان بأي مكان سيقام في المملكة المتحدة خلال صيف عام 1946م. وأعرب عن اقتناعه هو وزملاؤه أن مثل هذه المؤسسة الي أجريت بنجاح في هذه اللحظة من الزمن الأوروبي قد يكون لها أكثر من مغزى مؤقت وربما يؤسس في بريطانيا مركز ومنتجع عالمي لعشاق الموسيقى والدراما والأوبرا والباليه والفنون التخطيطية. بعض الشروط المسبقة مطلوبة بوضوح لهذا المركز، ينبغي أن يكون حجم البلد معقولاَ قادراَ على استيعاب وترفيه 50.000 و 150.000 زائراَ لفترة تمتد من ثلاثة أسابيع إلى شهر. ينبغي أيضا أن تكون مثل سالزبورغ تحتوي على المناظر الخلابة والرائعة وان تكون جذابة للسياح والزوار الأجانب. كما ينبغي أن يكون هناك عدداَ كافياَ من المسارح وقاعات للحفلات الموسيقية والمساحات المفتوحة لإطلاق برامج كافية ومتنوعة عن الطموح. قبل كل شيء يجب أن تكون المدينة المرجحة لاحتضان هذه الفرصة على استعداد لجعل المهرجان شاغلا رئيسيا ليس فقط في مدينة تشامبرز ولكن في قلب الوطن والمواطنون. مع ذلك أوصي بإدنبرة كمركز واعد للتحقيقات الأولية. اقترب وود من فالكونر الذي رحب بالمبادرة نيابة عن المدينة. ولم يفت الأوان لوضع الترتيبات النهائية عام 1946م، ووضعت خطط للعام التالي. المهرجان الدولي الأول (والأول «هامش المهرجان» على الرغم من أنه لم يعرف على هذا النحو في السنة الأولى) وقد وقع في الفترة مابين 22 أغسطس و 11 سبتمبر 1964م، ومنذ ذلك الحين والمهرجان يقام كل شهر أغسطس. ركز أول مهرجان على الموسيقى الكلاسيكية وأبرز ماسيجري في تلك الحفلات التي قدمها فيينا فيلهارمونيك، وعاد مع القائد برونو والتر الذي ترك أوروبا بعد الاحتلال النازي لوطنه. كان أول نجاح للمهرجان الدرامي في السنة التالية عندما تم تكليف السيد ديفيد لندسي لتأسيس العقارات الثلاث، وقد حضي بإشادة كبيرة للمرة الأولى منذ عام 1552 في قاعة الجمعية الواقعة على التل. أدت رغبة الجيش البريطاني لعرض نفسه خلال فترة المهرجان إلى انطلاق مستقل عن الوشم العسكري الأول لإدنبرة ويضم عروض الرقص والأنابيب في عام 1950. وجاء هذا الحدث السنوي الذي يعتبر جزءاَ لا يتجزأ من المهرجان الرسمي على الرغم من أنه لازال ينظم بشكل منفصل.

## في العصر الحديث
في عام 1999، افتتح المهرجان مركزا جديداَ وشباكاَ للتذاكر والمعلومات في المنتصف. لتحويل الكنيسة على تلة القلعة مباشرة تحت قلعة إدنبرة، وقد بنيت أصلا باسم كنيسة تولبوث (1842-1844) لإيواء الجمعية العامة لكنيسة اسكتلندا، أما طول قامتها المقوطبة فتعتبر أعلى نقطة وسط إدنبرة (خارج القلعة) ومعلماَ لأميال مرئية حولها. سوف يتوافق مهرجان إدنبرة الدولي في عام 2015 مع المهرجان الهامشي الذي يعقد كل سنة في المدينة وفقا للمدير المكلف بتصميم المهرجان فيرغوس لينهان.

## أماكن المهرجان
الملاعب الرئيسية للمهرجان هي:
1. حاجب القاعة (سعته 2.300)
2. مسرح المهرجان (1.800) ويستخدم في المقام الأول للإنتاج الأوبرا والباليه.
3. مسرح إدنبرة (2.99).
4. الصالة الملكية لحفلات المسرح (650).
5. قاعة الملكة (920).
6. المحور (420).

## مديري المهرجان
- 1947-1949، السيد رودولف بينغ
- 1950-1955، السيد إياس بروس هوب هنتر
- 1956-1960، روبرت نوبل بونسونبي
- 1961-1965، جورج هنري هوبير إسليس، إيرل السابع هاررود
- 1966-1978، بيتر ديماند
- 1979-1983، السيد جون ريتشارد جراي دروموند
- 1984-1991، فرانك دنلوب
- 1992-2006، السيد براين ماكماستر
- اكتوبر 2006-2014، السيد جوناثان ميلز
- اكتوبر 2014- وحتى الآن، فيرغورس لينهان

## المهرجانات الأخرى في إدنبرة
يعقد حوالي عشرة مهرجانات أخرى في إدنبرة بنفس وقت المهرجان الدولي ويطلق على جميع هذه المهرجات اسم مهرجان إدنبرة، وأبرزها مهرجان هامش إدنبرة الذي بدأ كفرع للمهرجان الدولي ومنذ ذلك الحين وهو يتطور ليكون أكبر مهرجان للفنون في العالم.